# Bob McEwen

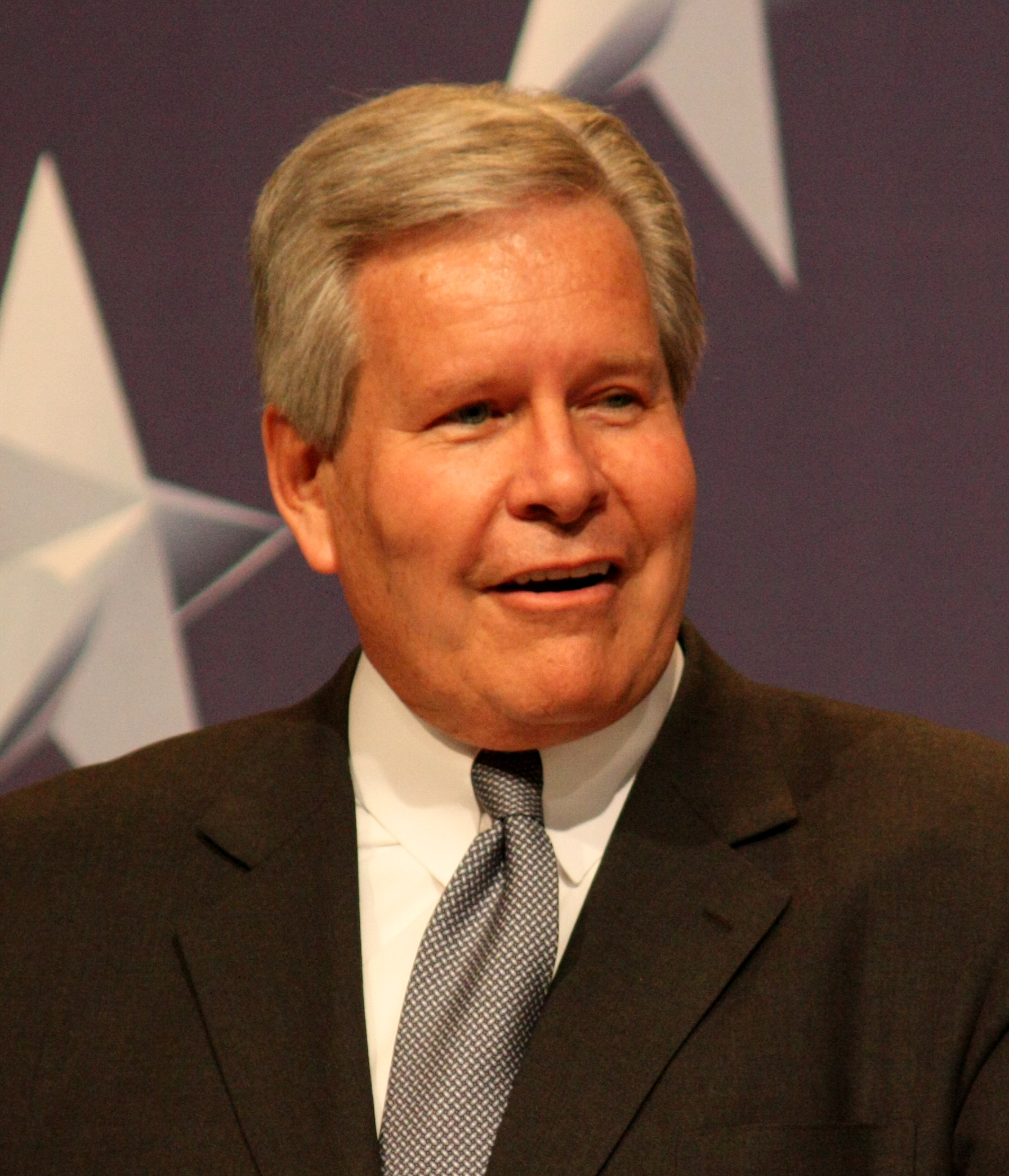
Bob McEwen (2010)

Robert D. „Bob“ McEwen (* 12. Januar 1950 in Hillsboro, Highland County, Ohio) ist ein US-amerikanischer Politiker. Zwischen 1981 und 1993 vertrat er den Bundesstaat Ohio im US-Repräsentantenhaus.

## Werdegang
Bob McEwen besuchte die öffentlichen Schulen seiner Heimat und die Hillsboro High School. Danach studierte er bis 1972 an der University of Miami in Florida. Anschließend wurde er für zwei Jahre Vizepräsident der in der Immobilienbranche tätigen Firma Boebinger Inc., die der Familie seiner Frau Elizabeth gehörte. Politisch schloss er sich der Republikanischen Partei an. Zwischen 1974 und 1980 saß er als Abgeordneter im Repräsentantenhaus von Ohio.
Bei den Kongresswahlen des Jahres 1980 wurde McEwen im sechsten Wahlbezirk von Ohio in das US-Repräsentantenhaus in Washington, D.C. gewählt, wo er am 3. Januar 1981 die Nachfolge von Bill Harsha antrat. Nach fünf Wiederwahlen konnte er bis zum 3. Januar 1993 sechs Legislaturperioden im Kongress absolvieren. Dort war er zeitweise Mitglied im Ausschuss für öffentliche Arbeiten, im Verkehrsausschuss und im Veteranenausschuss. Er galt als konservativer Abgeordneter, der für die Stärkung des Militärs eintrat. Außerdem setzte er sich für die Verbesserung der Infrastruktur in seinem Wahlbezirk ein. McEwen war ein entschiedener Gegner des Kommunismus. Im Jahr 1991 reiste er nach Tiflis in Georgien, wo er sich persönlich an der Zerstörung der kommunistischen Hammer-und-Sichel-Symbole beteiligte. Er machte sich auch für einen Untersuchungsausschuss stark, der das Schicksal der amerikanischen Kriegsgefangenen und Vermissten des Vietnamkrieges untersuchen sollte. 1987 spielte Bob McEwen mit dem Gedanken einer Kandidatur für den US-Senat, den er aber wieder verwarf. Anfang der 1990er Jahre wurde er in den sogenannten House Banking Scandal verwickelt. Das war einer der Gründe für seine Abwahl im Jahr 1992.
Nach dem Ende seiner Zeit im US-Repräsentantenhaus betätigte sich McEwen als Lobbyist und Berater in Washington. Außerdem hielt er politische Vorträge. Im Jahr 2006 wurde er Berater einer Anwaltskanzlei. Bei den Präsidentschaftswahlen des Jahres 2004 machte er Wahlkampf für Präsident George W. Bush. 2006 strebte er erfolglos die Nominierung seiner Partei für die Kongresswahlen an. Mit seiner Frau Elizabeth hat er vier Kinder.